# Allium curtum
Allium curtum är en amaryllisväxtart som beskrevs av Pierre Edmond Boissier och Charles Gaillardot. Allium curtum ingår i släktet lökar, och familjen amaryllisväxter.

## Underarter
Arten delas in i följande underarter:
- A. c. curtum
- A. c. palaestinum